# Tiffany Thornton
Tiffany Thornton (n. 14 februarie 1986, College Station, Texas, Statele Unite) este o actriță și cântăreață americană, cunoscută pentru rolul său ca Tawni Hart din serialul original Disney, "Sonny și steluța ei norocoasă"

## Muzică

### Cântece
| 2009                                              | "Let It Go" (cu Mitchel Musso) | — | — | Disney Channel Playlist                                      |
| 2009                                              | "Some Day My Prince Will Come" | — | — | Snow White and the Seven Dwarfs: Diamond Edition DVD/Blu-ray |
| 2009                                              | "If I Never Knew You"          | — | — | DisneyMania 7                                                |
| 2009                                              | "Magic Mirror"                 | — | — | Tinker Bell and the Lost Treasure                            |
| 2009                                              | "I Believe" "I can fly"        | — | — | duet cu Kermit the Frog                                      |
| " — " denotă că melodia nu a apărut în niciun top |                                |   |   |                                                              |